# Junior Touring Car Cup
Volvo S40 Junior Touring Car Cup, förkortas JTCC, var ett svenskt standardvagnsmästerskap för juniorer som kördes mellan 1997 och 2001. Klassen var en enhetsklass, då samtliga deltagare tävlade i Volvo S40-bilar. Till säsongen 2002 ersattes mästerskapet av Volvo S40 Challenge.

## Säsonger
| År   | Mästare          | Tvåa             | Trea             |
| ---- | ---------------- | ---------------- | ---------------- |
| 1997 | Jens Edman       | Patrik Ernstson  | Pontus Mörth     |
| 1998 | Patrik Ernstson  | Tobias Andersson | Markus Nyberg    |
| 1999 | Tobias Klintheim | Patrik Ernstson  | Mikael Jansson   |
| 2000 | Edward Sandström | Daniel Haglöf    | Henrik Värman    |
| 2001 | Daniel Haglöf    | Daniel Andersson | Mårten Sahlström |